# ジャンヌ2世 (ブルゴーニュ女伯)

ジャンヌの紋章

ジャンヌ2世・ド・ブルゴーニュ（Jeanne II de Bourgogne, 1291年ごろ - 1330年1月21日）は、フランス王フィリップ5世の王妃。ブルゴーニュ伯オトン4世とアルトワ女伯マティルド（マオー）の長女。妹ブランシュは夫の弟シャルル4世の王妃。ブルゴーニュ女伯（在位：1315年 - 1330年）およびアルトワ女伯（ジャンヌ1世、在位：1329年 - 1330年）でもあった。

## 生涯
1302年に父オトンが死ぬと、その唯一の男子であった幼い弟ロベールは1295年のヴァンセンヌ条約によりもともと相続権がなかったため、オトンの娘のうち最年長であったジャンヌが伯位を継承した。のち1329年に母のアルトワ伯位も継いでブルゴーニュ女伯兼アルトワ女伯となった。
1307年、フィリップ4世の次男ポワティエ伯フィリップ（後のフィリップ5世）と結婚した。2人の間には1313年までに以下の子女が生まれた。
- ジャンヌ（1308年 - 1349年）[2] - ブルゴーニュ女伯。ブルゴーニュ公ウード4世の妻
- マルグリット（1310年 - 1382年）[2] - ブルゴーニュ女伯。フランドル伯ルイ1世の妻
- イザベル（1312年 - 1348年）[2] - ヴィエノワのドーファン・ギーニュ8世の妻
- ブランシュ（1313年 - 1358年4月26日） - 修道女[2]

1314年、夫の妹イザベルの密告により、姦通の罪で王太子ルイ（後のルイ10世）妃マルグリット、妹ブランシュとともに捕らえられ、ジャンヌはドゥルダンへ幽閉された。ジャンヌは己の潔白を主張し続け、ジャンヌら姉妹の母マティルドの奔走も加わり、パリの法廷で彼女の無罪が宣言され、3人のうち彼女だけが許されて宮廷へ戻った。彼女だけが、夫との間に信頼関係が築かれていたためだともいえる。
幽閉による空白はあったものの、ジャンヌとフィリップにはその後1男1女が生まれたが、どちらも夭折した。
- フィリップ・ルイ（1316年 - 1317年）[6][7]
- 女子（1322年）

1316年にフランス王ルイ10世が亡くなると、夫フィリップがフランス王となり、ジャンヌは王妃となった 。
1322年に夫と死別後、ジャンヌは宮廷を出て自分の領地で暮らした。1330年にロワ＝アン＝アルトワで亡くなり、遺体はパリのコルドリエ修道院に葬られた。ジャンヌの保持していたブルゴーニュ伯領は、1318年にブルゴーニュ公ウード4世と結婚した長女のジャンヌ3世が継承した。この結婚によりブルゴーニュ伯領とブルゴーニュ公領は統合された。ブルゴーニュ伯領とアルトワ伯領は1361年に次女マルグリットが継承した。
パリの大学コレージュ・ド・ブルゴーニュはジャンヌにちなんで名付けられた。